# Chodouň
Chodouň är en ort i Tjeckien.   Den ligger i regionen Mellersta Böhmen, i den centrala delen av landet, 40 km sydväst om huvudstaden Prag. Chodouň ligger 270 meter över havet och antalet invånare är 500.
Terrängen runt Chodouň är platt åt sydväst, men åt nordost är den kuperad. Chodouň ligger nere i en dal. Runt Chodouň är det ganska glesbefolkat, med 42 invånare per kvadratkilometer. Närmaste större samhälle är Beroun, 9,5 km nordost om Chodouň. Trakten runt Chodouň består till största delen av jordbruksmark.